# Sinployea pitcairnensis
Sinployea pitcairnensis é uma espécie de gastrópode  da família Charopidae.
É endémica de Pitcairn.